# Château de Rochebrune (Oradour)
Pour les articles homonymes, voir Rochebrune.
Le château de Rochebrune est un château situé en France sur la commune de Neuvéglise-sur-Truyère, en région Auvergne-Rhône-Alpes.

## Localisation
Le château de Rochebrune est situé sur la commune d’Oradour, aujourd’hui rattachée à la commune nouvelle de Neuvéglise-sur-Truyère, entre Neuvéglise et Pierrefort.

## Historique
Il a été acquis en 1970 par la famille Langloÿs. Rénové à partir de 1974, il est ouvert au public depuis 1981. À l’origine, la forteresse avait pour mission de surveiller la vallée de l’Épie afin d’alerter les seigneurs de Saint-Flour en cas d’attaque. L’ensemble est toujours habité par la famille Langloÿs, qui continue d’organiser des visites guidées et de valoriser le site,.

### Protection
Le château est inscrit au titre des monuments historiques par arrêté du 10 août 2000.

## Description
Rochebrune est un château fort médiéval, partiellement remanié et décoré au XVIIIe siècle, intégré dans un jardin en terrasse à tracé classique, rare dans le Cantal. Il conserve des éléments médiévaux majeurs : une tour carrée du XIIe siècle, des fenêtres de la même époque, et un escalier à vis du XVe siècle. À l’intérieur, on trouve des salles typiques de l’architecture féodale auvergnate (salles basses, salle des chevaliers, oratoire, cuisine rustique).